# Glogovac, Bela Palanka
Glogovac (izvirno srbsko Глоговац) je naselje v Srbiji, ki upravno spada pod Občino Bela Palanka; slednja pa je del Pirotskega upravnega okraja.

## Demografija
V naselju živi 44 polnoletnih prebivalcev, pri čemer je njihova povprečna starost 60,0 let (52,4 pri moških in 68,3 pri ženskah). Naselje ima 32 gospodinjstev, pri čemer je povprečno število članov na gospodinjstvo 1,47.
To naselje je popolnoma srbsko (glede na rezultate popisa iz leta 2002).
|  |

| Demografija | Demografija     | Demografija     |
| Leto        | Št. prebivalcev | Št. prebivalcev |
| ----------- | --------------- | --------------- |
|             |                 |                 |
|             |                 |                 |
|             |                 |                 |
|             |                 |                 |
| 1948        | 516             |                 |
| 1953        | 493             |                 |
| 1961        | 344             |                 |
| 1971        | 188             |                 |
| 1981        | 164             |                 |
| 1991        | 82              | 82              |
| 2002        | 47              | 47              |
|             |                 |                 |

| Etnična sestava po popisu iz leta 2002 | Etnična sestava po popisu iz leta 2002 | Etnična sestava po popisu iz leta 2002 | Etnična sestava po popisu iz leta 2002 | Etnična sestava po popisu iz leta 2002 |
| -------------------------------------- | -------------------------------------- | -------------------------------------- | -------------------------------------- | -------------------------------------- |
| Srbi                                   | Srbi                                   |                                        | 47                                     | 100,0%                                 |
| Neznano                                | Neznano                                |                                        | 0                                      | 0,0%                                   |